# Клуг Мартин Васильович
Мартін Васильович (Вільгельмович) Клуг (нар. близько 1870, Київ — пом. після 1915) — київський архітектор.

## Біографія

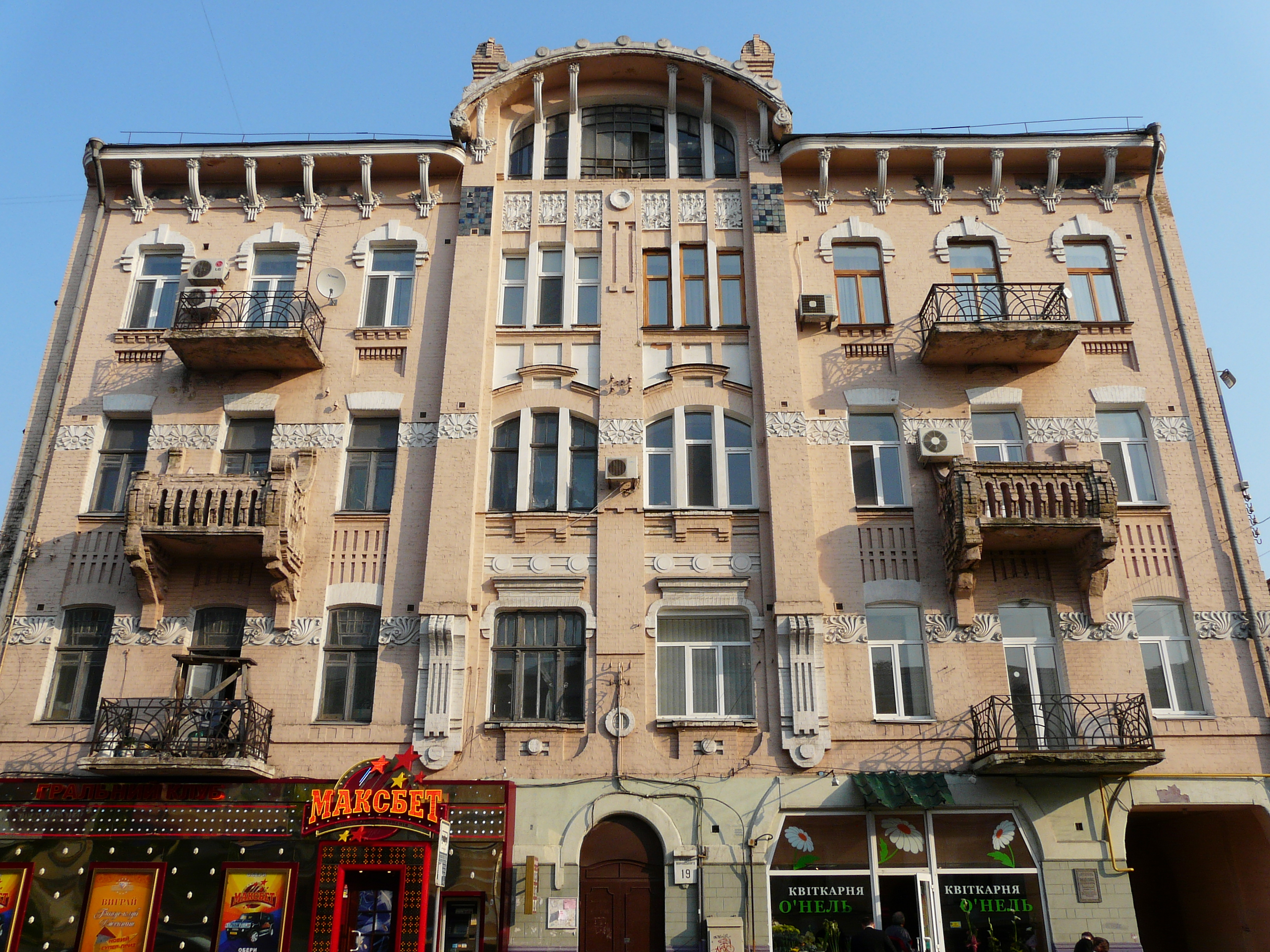
Прибутковий будинок Септера

Походив із київської німецької (пруської) родини, відомої у місті ще з 50-х років ХІХ ст.
Народився у Києві близько 1870 року.
Технічну освіту здобув, ймовірно, за межами Російської імперії, навчання закінчив 1894 року. Працював архітектором (техніком-будівничим) у Києві.
Найбільш активний період творчості припав на останні роки 19 століття та на перше десятиріччя ХХ ст.

## Стиль
Вже у ранніх роботах архітектора виявилося тяжіння до раціональності, тому спершу він оформлював фасади у стилі «цегляного модерну». Однак на межі століть у деяких роботах виявилося тяжіння до еклектики та історизму.

## Зведені будинки

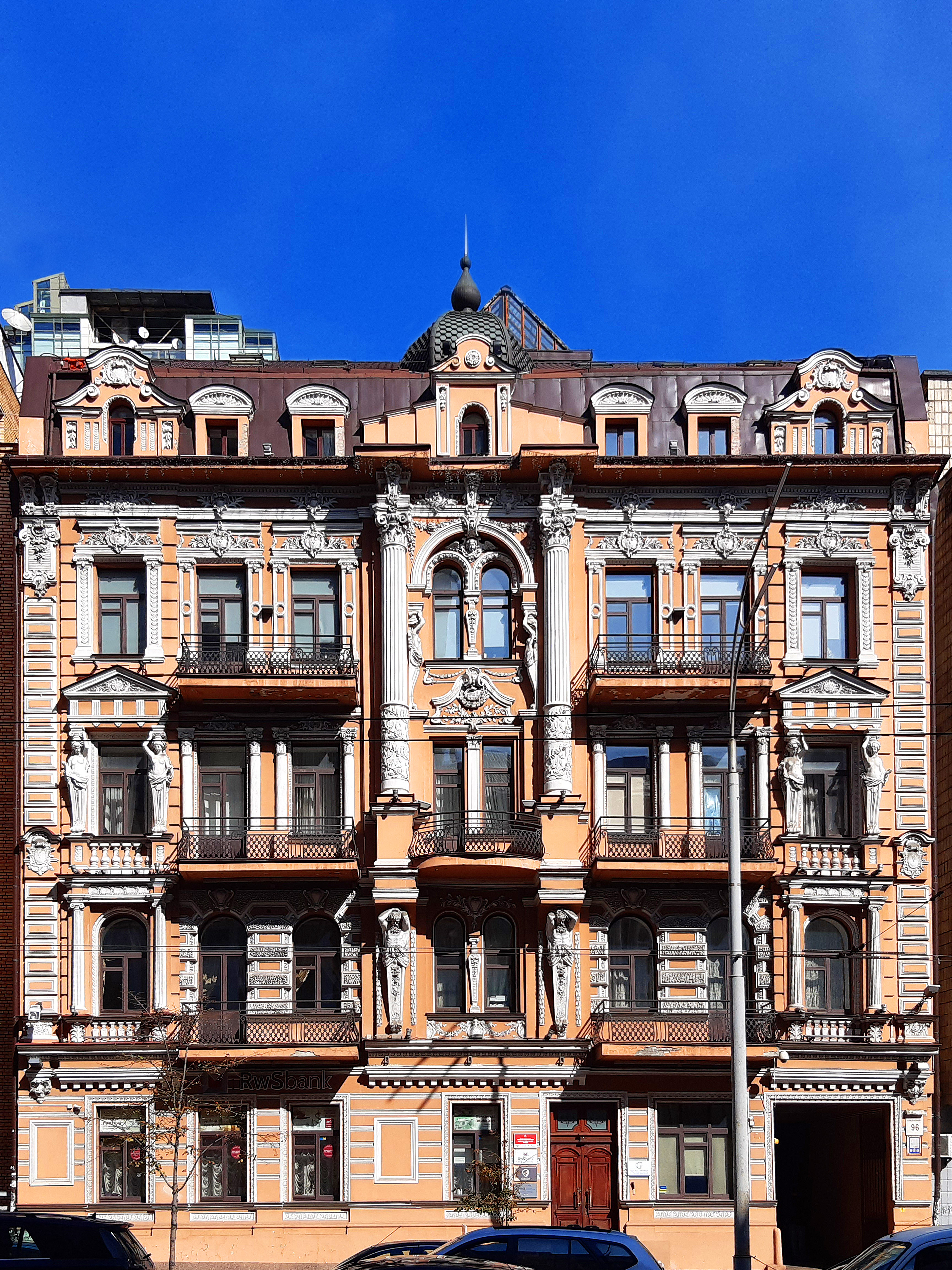
Власний прибутковий будинок на вул. Саксаганського № 96

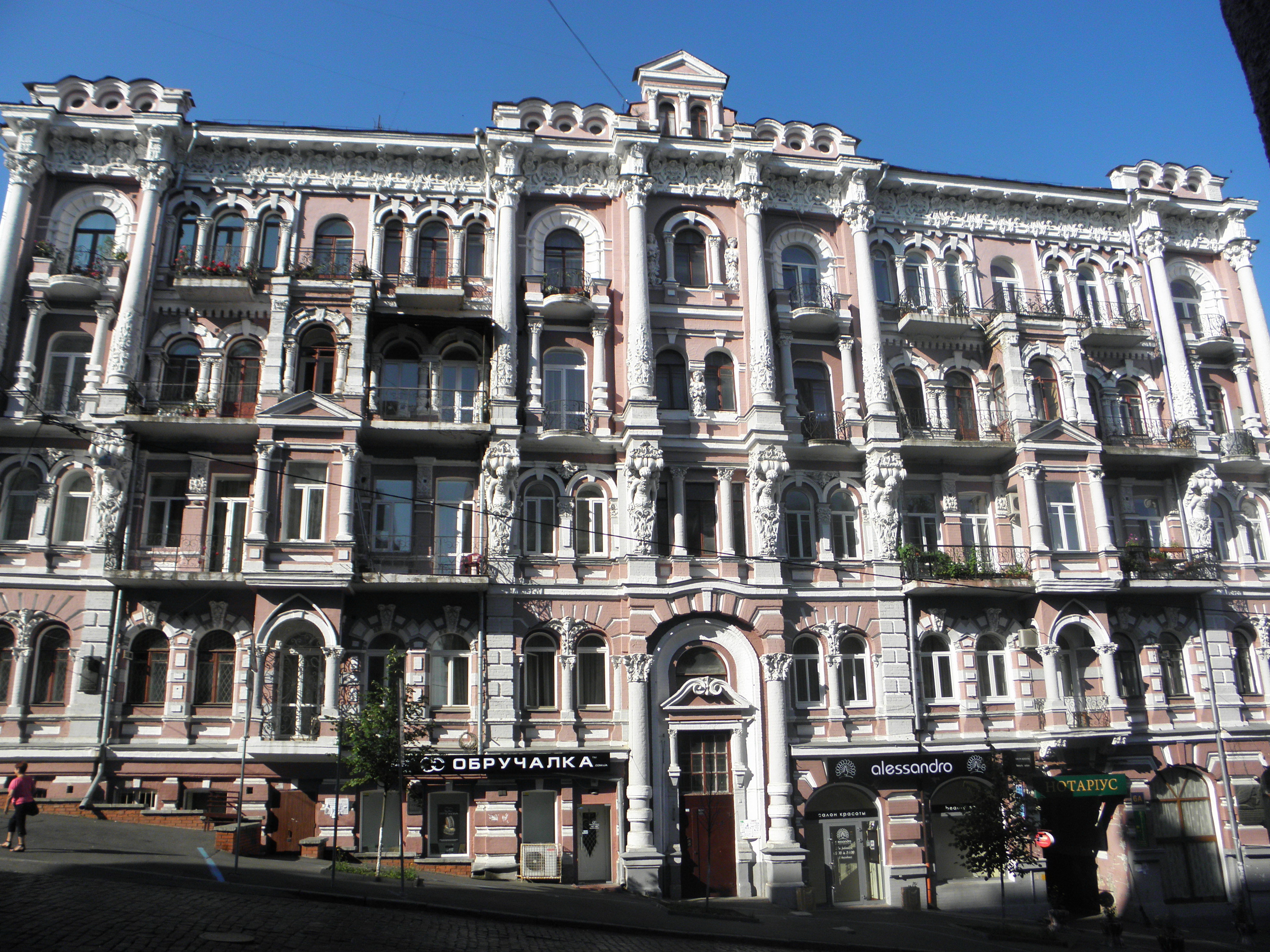
Будинок Майкапар. Лютеранська,5

- Флігель у садибі Б. Міллера на вул. Гоголівській, 32-Б (1896 р.),
- Будинок меблевої фабрики Йосифа Кімайєра на вул. Миколаївській (нині Городецького) № 13 (1896–1897 pp., співавтор В. Городецький),
- Власний прибутковий будинок на вул. Саксаганського № 96 (1898–1899 pp.),
- Прибутковий будинок на вул. Вєтрова № 1 (1898 р.),
- Житловий будинок на вул. Воздвиженській № 17 (1898 р., не зберігся),
- Прибутковий будинок на вул. Почайнівській № 40 (1899 p.),
- Прибутковий будинок на вул. Тургенівській № 17 (1899 p.),
- Прибутковий будинок на вул. Антоновича № 5 (1899 р.),
- Жіноча гімназія лютеранської громади на вул. Лютеранській № 18 (1900 p.),
- Будинок Майкапар на вул. Лютеранській № 6 (1905 p.),
- Прибутковий будинок Я. Харичкова на вул. Мало-Володимирській № 50 (1906 p.),
- Прибутковий будинок М.Козинцева на вул. Вєтрова № 17 (1907 р.),
- Прибутковий будинок А. Септера на вул. Бульварно-Кудрявській № 19 (1908 p.),
- Прибутковий будинок Л. Родзянка на вул. Ярославів Вал № 14 (1908 p.),
- Прибутковий будинок І. Радзимовського на вул. Великій Житомирській № 23 (1908, 1911 рр.),
- Флігель будинку Л. Родзянка на вул. Ярославів Вал № 14 (1909 p.),
- Житловий будинок на вул. Воздвиженській № 47 (1910 р., не зберігся, авторство ймовірне),
- Прибутковий будинок О. Брайловської на вул. Бульварно-Кудрявській № 38 (1910 р),
- Прибутковий будинок Л. Родзянка на вул. Ярославів Вал № 14-а з двома флігелями (1910 і 1911 pp.),
- Лікарня І. та В. Бабушкіних на вул. Тверській № 7 (1911–1912 pp.),
- Прибутковий будинок на вул. Заньковецької № 6 (1914 р.).

## Можливе авторство
- Прибутковий будинок на вул. Олеся Гончара № 32 (1912–1913 рр.),
- Прибутковий будинок на вул. Саксаганського № 113 (поч. ХХ ст.)